# لشچنکا (استان ماسوویان)
لشچنکا (به لاتین: Leszczynka) یک روستا در لهستان است که در گمینا لشنووولا واقع شده‌است.